# Internationale Omnium-Meisterschaft von Berlin

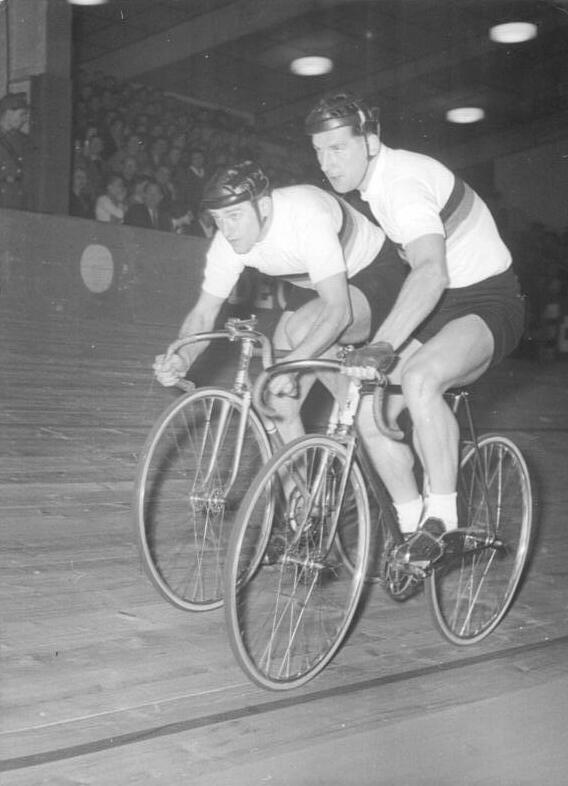
Heinz Wahl, Sieger 1956 (hier mit Hans Wagner)

Die Internationale Omnium-Meisterschaft von Berlin war eine Radsportveranstaltung in der DDR. Es war ein Wettbewerb im Bahnradsport, der als Omnium für Amateure ausgetragen wurde.

## Geschichte
Die Geschichte der Internationalen Omnium-Meisterschaft von Berlin begann 1954. Am Start waren Radrennfahrer aus Belgien, Dänemark, Ungarn, Südafrika und der DDR. Mit Günter Kaslowski war auch ein Fahrer des Bundes Deutscher Radfahrer dabei. Insgesamt sechs nationale Meister im Bahnradsport bestritten die Premiere des Rennens.
Erster Sieger war Günter Fleck, der für die BSG Rotation Leipzig startete. Die Meisterschaften 1954, 1955 und die letzte Austragung 1966 waren für Einzelstarter ausgeschrieben. Dabei bestritten maximal 12 Fahrer die Meisterschaft. In den anderen Jahren starteten Teams mit zwei Fahrern. Je ein Fahrer pro Team bestritt die verschiedenen Omniumwettbewerbe. Dabei wurden für die Platzierungen Punkte vergeben (Platz gleich Punkt), deren Addition die Gesamtwertung ergab. Der Fahrer oder die Mannschaft mit der niedrigsten Punktzahl wurde Sieger der Meisterschaft. Es wurden verschiedene Rennen ausgefahren. Dazu gehörten der Sprint, das Punktefahren, das Ausscheidungsfahren und das Rundenrekordfahren. 1965 und 1966 gehörten auch kurze Steherrennen zum Wettbewerb. Bekannte ausländische Starter waren Peter Post, Tom Simpson, Joop Captein, Jos de Bakker, Jaap Oudkerk, Piet de Wit und André Gruchet, von denen einige später Weltmeister wurden. Erfolgreichste Fahrer waren Siegfried Köhler und Wolfgang Schmelzer mit jeweils drei Siegen.

### Ergebnis
| Jahr | Sieger                                | Zweiter                             | Dritter                           |
| ---- | ------------------------------------- | ----------------------------------- | --------------------------------- |
| 1954 | Günter Fleck                          | Jens Hojmark-Jensen                 | Jos De Bakker                     |
| 1955 | Peter Tiefenthaler                    | Allan Juel Larsen                   | Jaroslav Cihlář                   |
| 1956 | Heinz Wahl / Jürgen Simon             | Jaroslav Cihlář / Ladislav Fouček   | Joop Captein / Peter Post         |
| 1957 | Elmar Gassner / Eugen Walliser        | Heinz Wahl / Hans Wagner            | Jaroslav Cihlář / Jiří Opavský    |
| 1958 | Peter Gröning / Werner Malitz         | André Gruchet / Roland Surrugue     | Klaus Freund / Jürgen Simon       |
| 1959 | Rolf Nitzsche / Manfred Klieme        | Siegfried Köhler – Karl-Heinz Peter | Werner Malitz / Hans Wagner       |
| 1960 | Peter Gröning / Jürgen Simon          | Rolf Nitzsche / Lothar Stäber       | Jensen / Johanson                 |
| 1961 | Siegfried Köhler / Wolfgang Schmelzer | Konrad Nentwig / Luckmann           | Bernd Barleben / Hartmut Scholz   |
| 1962 | Jaap Oudkerk / Piet van der Touw      | Erhard Hancke / Horst Staps         | Peter Gröning / Birkner           |
| 1963 | Siegfried Köhler / Wolfgang Schmelzer | Aad de Graaf / Cees Lute            | Peter Gröning / Erhard Hancke     |
| 1964 | Siegfried Köhler / Wolfgang Schmelzer | Erhard Hancke / Hans-Jürgen Klunker | Jaap Oudkerk / Piet van der Touw  |
| 1965 | Erhard Hancke / Hans-Jürgen Klunker   | Horst Staps / Heinz Senger          | Siegfried Köhler / Jürgen Geschke |
| 1966 | Erhard Hancke                         | Helmut Hochschild                   | Siegfried Köhler                  |